# Shot at the Night
Shot at the Night è un singolo del gruppo statunitense The Killers, uscito come primo singolo inedito della raccolta Direct Hits uscito il 17 settembre 2013.
La canzone venne utilizzata come colonna sonora del torneo NCAA March Madness.

## Video musicale
Il video è stato girato a Las Vegas, città dove la band si è formata, ed ha come protagonisti gli attori Bella Heathcote e Max Minghella.

## Riconoscimenti
| Pubblicazione | Paese                 | Classifica                  | Anno | Rank |
| ------------- | --------------------- | --------------------------- | ---- | ---- |
| Rolling Stone | Stati Uniti d'America | 100 Best Songs of 2013      | 2013 | 100  |
| BBC Radio 1   | Regno Unito           | 100 Hottest Records of 2013 | 2013 | 17   |